# Manuel Abramowicz
Pour les articles homonymes, voir Abramowicz.
Manuel Abramowicz (né à Bruxelles en 1967) est un auteur d'articles politiques sur l'extrême droite et un journaliste indépendant engagé à gauche. Il coordonne également depuis 1997 RésistanceS, le « web-journal de l'Observatoire belge de l'extrême droite ».

## Biographie

### Premiers engagements politiques
Dans sa jeunesse au milieu des années 1980, il milite au syndicat étudiant affilié à la Fédération générale du travail de Belgique, syndicat socialiste belge, puis est sympathisant des Jeunes gardes socialistes, mouvement de jeunesse du Parti ouvrier socialiste (POS), une organisation communiste trotskiste anti-stalinienne. Il a ensuite participé à la fondation de La Gauche Maintenant, du MRAX-Jeunes en 1987, de la branche belge de SOS Racisme en 1989, a été membre du PS en 1993, puis, dès sa fondation en mars 1994, de Gauches unies, un cartel politique réunissant des déçus du PS, du PC et du POS,. Manuel Abramowicz fut qualifié en 2008 par la chaine RTL de « journaliste et auteur d'extrême-gauche » ; il récuse alors cette étiquette, se disant « certes de gauche », mais « membre d'aucun parti politique ».

### Création deRésistanceS
Depuis 1997, il dirige RésistanceS.be, le webzine de l'« Observatoire belge de l'extrême droite » et a participé à la constitution de la « Coordination antifasciste de Belgique ». L'association RésistanceS, qui diffuse un bulletin sur internet, a pris le statut d'asbl en 2002, se définissant alors comme un « Centre d'études et de formation pour l'action démocratique ». En 2005, cette asbl recevra le « Prix Condorcet-Aron pour la Démocratie » dans la catégorie « association »[pertinence contestée]. L'année suivante, le livre de Manuel Abramowicz Guide des résistances à l'extrême droite, publié aux éditions Labor, obtient le prix dans la catégorie « meilleur livre francophone 2006 ». Ce prix est décerné par un jury indépendant à l'initiative du Centre de recherche et d'études politiques (CREP), un think tank qui consacre ses études à la réflexion sur la démocratie et à la « lutte contre l'extrême droite » et dont il est lui-même membre.

### Parcours
Après un passage à la RTBF, Manuel Abramowicz a ensuite été, en 1993, membre de l'équipe du cabinet de la ministre fédérale de l'Intégration sociale, Magda De Galan (PS). Il rejoindra les Éditions vie ouvrière (EVO), une maison d'éditions fondée par le Mouvement ouvrier chrétien (MOC), avant d'être engagé au Centre pour l'égalité des chances et la lutte contre le racisme (CECLR), un service public dépendant du gouvernement fédéral belge. Il y a été attaché de presse jusqu'à la fin 2008.
Il a participé à la réalisation de « documentaires pédagogiques », notamment, « Un jour ou l'autre, on pourrait tous être victime de l'extrême droite » et aux reportages de Jean-Claude Defossé (RTBF) sur le Front national belge et le Vlaams Belang. Il collabore à diverses publications comme Télémoustique, Le Journal des Juristes démocrates, L'Instant, Golias, Le Journal du mardi, La Revue nouvelle, etc.
Il a lancé CheQuotidien, un blog pour étudier le « phénomène Che Guevara », notamment au niveau de la récupération par la publicité de l'image de l'ex-guérilleros.
Ayant repris ses études, il soutient avec succès, puis publie en 2004, un mémoire de fin d'études à l'Université catholique de Louvain  sur la « gauche radicale ».
Manuel Abramowicz est également enseignant à la Haute École libre de Bruxelles - Ilya Prigogine (HELB), dans les catégories sociale et économique[source insuffisante]. Il y donne notamment des cours de communication de crise, sur les institutions nationales et internationales, les techniques d'édition et la presse écrite[réf. nécessaire].

### Plaintes et procès
À la suite d'articles et d'enquêtes, plusieurs plaintes ont été déposées contre Manuel Abramowicz. Notamment par un conseiller communal bruxellois du Vlaams Belang, Roland Pirard, et l'ex-député fédéral du Front national, Patrick Cocriamont. Après interrogatoire à la police, à la demande du Parquet de Bruxelles, ces plaintes contre Manuel Abramowicz ont été classées sans suite.
À la suite d'autres actions judiciaires contre lui ou contre RésistanceS.be, Manuel Abramowicz s'est retrouvé devant les tribunaux.

#### Procès Facebook / Georges-Pierre Tonnelier (FN)
À la suite de la plainte de Georges-Pierre Tonnelier, alors secrétaire-national du Front national (Belgique) et dirigeant de ce parti d'extrême droite depuis les années 1990 qui fut condamné pour racisme en 2006 avec le docteur Daniel Féret, président-fondateur du FN en Belgique, et a été réhabilité en date du 3 septembre 2015 par la Cour d'appel de Bruxelles, Manuel Abramowicz, avec Julien Maquestiau, le porte-parole de RésistanceS.be, a été renvoyé devant le tribunal correctionnel de Bruxelles par une ordonnance de la chambre du conseil du tribunal de première instance de juin 2012 pour cinq motifs d'inculpation, dont « port public de faux nom, faux et usage de faux informatique, ainsi que violation du respect de la vie privée et harcèlement »,. Cette ordonnance a été confirmée par un arrêt de la chambre des mises en accusation de la cour d'appel de Bruxelles au mois de mars 2013, malgré l'appel des inculpés et le fait que le parquet de Bruxelles ait à deux reprises demandé le non lieu car il estimait « que ni Manuel Abramowicz ni Julien Maquestiau n’avaient commis d’infractions en prenant un profil imaginaire sur Facebook pour y mener une enquête journalistique d’investigation sur l’utilisation par l’extrême droite des réseaux sociaux numériques » . Les prévenus se sont pourvus en cassation contre cette décision mais la Cour de cassation a rejeté celui-ci. Néanmoins, inculpé au départ de cinq motifs d'inculpation, Manuel Abramowicz et Julien Maquestiau ne se sont plus que retrouvés renvoyés pour deux motifs d'infraction. 
Les faits reprochés sont liés à la création et la mise en ligne, dans le cadre d'une enquête journalistique « undercover » sur Facebook, d'un profil néonazi, avec une photo et une identité imaginaire, entre le 22 juin et le 4 juillet 2009. Le plaignant, Georges-Pierre Tonnelier avait pris l'initiative du premier contact avec le profil imaginaire et, au cours des discussions, avait révélé spontanément les fonctions, notamment secrétaire-national et webmaster de son site Internet, qu'il occupait toujours au sein du Front National.
Le 1er octobre 2013, La Libre Belgique publie un appel signé par de nombreuses personnalités, dont notamment le journaliste d'investigation allemand Günter Wallraff, en soutien aux deux inculpés. L'appel souligne que la procédure judiciaire en cours pourrait menacer la liberté de la presse et ses signataires expliquent « que Manuel Abramowicz et Julien Maquestiau ont scrupuleusement respecté la déontologie journalistique en matière de journalisme d’investigation, d’immersion et d’« undercover » ».
Par son jugement rendu le 20 mai 2014, la 61e chambre du tribunal correctionnel de Bruxelles a reconnu Manuel Abramowicz et Julien Maquestiau coupables de port public de faux nom. Toutefois, en raison de l'absence d’antécédents judiciaires des prévenus, il leur a accordé le bénéfice de la suspension simple du prononcé pour une durée de 5 ans. 
Le tribunal a par ailleurs considéré que l'infraction à la loi sur la protection de la vie privée n'était pas établie et a donc acquitté Manuel Abramowicz et Julien Maquestau de cette prévention.
A l'issue de ce procès, le journaliste judiciaire, Jacques Laruelle, du quotidien « La Libre Belgique », écrit : « Tenant compte de leur absence d'antécédents et du fait qu'il s'agissait d'un fait isolé, le tribunal leur a accordé la suspension du prononcé de la condamnation. C'est donc une simple déclaration de culpabilité, sans peine.  ».
Jean-François Dumont, secrétaire général de l'Association des journalistes professionnels, a quant à lui estimé, à la suite du prononcé de ce jugement, que Manuel Abramowicz et Julien Maquestiau n'avaient pas respecté la déontologie journalistique. Il a écrit à ce sujet que « le tribunal rejoignait clairement la déontologie journalistique pour laquelle les « moyens déloyaux », dont la provocation, ne sont envisageables qu’à certaines conditions, non réunies ici ».
Pour sa part, après l'enquête undercover de 2009 sur Facebook de RésistanceS.be et avant le procès d'Abramowicz et Maquestiau, le vice-président de l'Association des journalistes professionnels, Mehmet Koksal, avait  écrit en octobre 2011 sur « Le blog investigation » de l’AJP et du Fonds pour le journalisme : « En utilisant les réseaux sociaux (Facebook, Twitter, YouTube…) ou en suivant les activités de groupes ultranationalistes (avec ou sans méthodes undercover), des journalistes arrivent à produire des enquêtes exclusives sur des milieux où ils n’ont pas vraiment bonne presse.  ». 
Dans une étude juridique publiée dans un ouvrage collectif de droit consacré à la liberté d'expression , l'avocat bruxellois Quentin Van Enis estime que le jugement rendu à l'encontre de Manuel Abramowicz et Julien Maquestiau n'a pas suffisamment pris en compte les intérêts attachés à l'investigation journalistique et « témoigne d'une approche différente de celle retenue par une majorité de la Cour européenne des droits de l'homme [comme] dans l'affaire Haldimann » . Selon lui, « (...) la condamnation encourue par les prévenus (...) risque de décourager à l'avenir les journalistes et les autres diffuseurs d'information de recourir à des méthodes d'investigation undercover en vue de collecter des informations d'intérêt général. ».

#### Procès Hubert Defourny (REF) / Abramowicz (RésistanceS.be)
En 1997, à la suite de la publication d'un livre collectif sur l'extrême droite en Europe, publié par les éditions Luc Pire, le président-fondateur du mouvement Référendum (REF), une dissidence du front wallon d'extrême droite AGIR, Hubert Defourny, dépose plainte contre Manuel Abramowicz, l'auteur du chapitre sur la Belgique de ce livre . Un procès s'ouvre en première instance contre Manuel Abramowicz. Le tribunal déboute le plaignant (H. Defourny) . Hubert Defourny interjette appel mais est débouté en 1998.

#### Procès Abramowicz (RésistanceS.be) / Levaux (ex-FN)
Le 8 janvier 2012, Manuel Abramowicz publie un article sur le site de RésistanceS.be, au sujet de la tuerie commise sur la place Saint-Lambert de Liège, le 13 décembre 2011. Son article évoquait les liens antérieurs possibles de Nordine Amrani, l'auteur de la tuerie, avec des membres de l'extrême droite, précisant que ceux-ci étaient étrangers à la tuerie. S'estimant reconnu dans cet article, sans être nommément cité, Me Marc Levaux, un ancien dirigeant du Front nouveau de Belgique et du FN belge, proche du mouvement Référendum (REF) d'Hubert Defourny, réclamait dans un premier temps 25 000 € de dommages et intérêts à Manuel Abramowicz. En première instance, le 22 janvier 2013, le tribunal de Bruxelles a jugé que le journaliste de RésistanceS.be n'avait commis aucune faute. Me Levaux interjeta cependant appel. Le 14 avril 2015, un nouveau procès s'ouvrit devant la cour d'appel de Bruxelles. Dans son arrêt rendu le 23 juin 2015, la cour d'appel a reconnu que l'article diffusé par RésistanceS.be visait « comme souligné par M. Abramowicz, à attirer l'attention sur les liens entre M. Amrani et le milieu d'extrême droite et ce, afin de rétablir une certaine vérité face aux dérives racistes exploitant l'origine arabo-musulmane du tueur de Liège, en complétant les révélations antérieures des articles parus dans la grande presse relativement aux milieux d'extrême droite évoqués dans ces révélations ». « Aucun manquement ne peut être retenu dans le chef de M. Abramowicz », conclut l'arrêt .
Le Tribunal de première instance avait délaissé chaque partie à ses dépens, pour sa part la Cour d’appel a condamné M. Marc Levaux à 2 700 € d’indemnité de procédure.

## Publications
- Extrême droite et antisémitisme en Belgique de 1945 à nos jours, éditions EVO, Bruxelles, 1993 ;
- Les Rats noirs. L'extrême droite en Belgique francophone, éditions Luc Pire, Bruxelles, 1996 ;
- La Représentation électorale des partis d'extrême droite (avec Wim Haelsterman), CRISP, 1997 ;
- Nakam (roman, avec Pierre Guyaut-Genon, journaliste RTBF), Ancre rouge, 1998 ;
- Guide des résistances à l'extrême droite, préfacé par Xavier Mabille, éditions Labor, 2005 ;
- Presse communiste, presse radicale, 1919-2000 : passé, présent, avenir (coauteur), sous la direction de José Gotovitch et d'Anne Morelli, éditions Aden, Bruxelles, 2007 ;
- La Belgique sauvage - Les gauches radicales en Belgique francophone de 1945 à nos jours (coauteur), Éditions au Bord de l'eau, 2009, Lormont[34] ;
- Rebelles et subversifs de nos régions - Des Gaulois jusqu'à nos jours (coauteur), sous la direction d'Anne Morelli, Éditions Couleurs livre, Charleroi, 2011.